# Jacqueline Balcells
María Jaqueline Marty Aboitiz (Valparaíso, 1944), más conocida por su seudónimo Jacqueline Balcells (el apellido de su esposo), es una escritora chilena de literatura infantil.

## Biografía
Nació en Valparaíso de Chile en 1944. Cursó sus estudios en el colegio alianza francesa Santiago de Chile y los complementa en la Cruz Roja, para trabajar como arsenalera en el Hospital Militar. Posteriormente estudió periodismo en la Universidad Católica.
Se casó en 1966 con el arquitecto y poeta Ignacio Balcells —de quien tomó el apellido para su seudónimo— y se radicaron en Valparaíso.
Desde 1982 a 1985 vivió en París, Francia, donde organizó la biblioteca de la embajada chilena, participó en seminarios de teología y fue catequista en la parroquia de Saint-Laurent. Además trabajó como traductora para la revista Poésie y realizó aportes para la revista Bateux.

## Carrera literaria
Jacqueline Balcells empezó a escribir a los veinticuatro años (en 1968), ideando para sus hijos cuentos de hadas o duendes, pero solo los publicó cuando llegó a vivir a Francia en el año 1982. Aparecieron en la colección J’aime Lire de la editorial Orial Bayard Presse; entre ellas destaca el cuento «Le Raisin enchantée» («La pasa encantada»), que de acuerdo a las encuestas fue uno de los más leídos del año 1984.
Su primer libro publicado en Chile fue El niño que se fue en un árbol en 1986, volumen que contiene siete cuentos, entre ellos el citado en el párrafo anterior.
Luego publicó otros dos cuentarios: El archipiélago de las Puntuadas (1987) y La hacedora de claros y otros cuentos (1988); este último año salió también la novela El polizón de la Santa María.
A partir de 1987 comenzó a trabajar en conjunto con Ana María Güiraldes. 
Varias de sus obras utilizan el formato de hipertexto, en el cual el lector debe tomar decisiones que conducen a diferentes finales. Es el caso de La rebelión de los robots que tiene cuatro finales diferentes, siendo uno de ellos el final feliz. 
Algunas de sus obras se encuentran traducidas al inglés, francés, árabe e italiano, el libro más reconocido de la escritora fue «El niño que se fue en un árbol».

### Reconocimientos
Su novela El polizón de la Santa María fue incluida en la Lista de Honor del IBBY en 1990, mientras que por el cuento «Leo contra Lea» de la colección J'aime Lire de Bayard Presse recibió el premio Bonnemine D'Or en 1992, que se entrega al cuento más popular entre los jóvenes lectores.

### Obras publicadas
Obras publicadas
- 1986 El niño que se fue en un árbol ISBN 978-956-13-0772-2
- 1987 El archipiélago de las Puntuadas ISBN 978-956-13-1472-6
- 1991 El país del Agua" ISBN 978-956-13-0955-5
- 1992 Querido fantasma ISBN 978-956-13-1034-6
- 1993 Cuentos de los reinos inquietos ISBN 978-956-13-1090-2
- 1993 El polizón de la Santa María ISBN 978-956-13-1154-1
- 1997 El mar de las maravillas ISBN 978-956-13-1464-1
- 2001 Cuadernos mágicos y otros cuentos ISBN 978-956-13-1701-7

Obras escritas en colaboración con Ana María Güiraldes
- 1987 Aventura en las estrellas ISBN 978-956-13-0461-9
- 1988 Misión Alfa Centauro ISBN 978-956-13-1188-6
- 1989 La rebelión de los robots ISBN 978-956-13-0785-5
- 1992 Entre gallos y conejos ISBN 978-956-13-1002-5
- 1994 Emilia. Intriga en Quintay ISBN 978-956-13-1262-3
- 1995 Emilia y la dama negra ISBN 978-956-13-1331-6
- 1998 Emilia: Cuatro enigmas en verano ISBN 978-956-13-1549-5
- 1999 Cuentos ecológicos y mitológicos ISBN 978-956-13-1561-7
- 2000 Trece casos misteriosos ISBN 978-956-13-1643-0
- 2000 Nuevos casos misteriosos ISBN 978-956-13-1648-5
- 2002 Emilia y la aguja envenenada ISBN 978-956-13-1751-2
- 2006 Emilia en Chiloé ISBN 978-956-13-1918-9
- 1992 Querido fantasma ISBN 978-956-13-1034-6

Colección «Un día en la vida de...»
Esta colección fue escrita con Güiraldes, ilustrada por Francisco Ramos Ramos Garrido y publicada por Zig-Zag.
- 1992 Senefrú, princesa egipcia ISBN 978-956-12-0653-3
- 1992 Esplandián, caballero andante ISBN 978-956-12-0654-0
- 1992 Cuentos secretos de la historia de Chile ISBN 978-956-12-0657-1
- 1992 Quidora, joven mapuche ISBN 978-956-12-0689-2
- 1992 Chimalpopoca, niño azteca ISBN 978-956-12-0741-7
- 1993 Máximo, poeta romano ISBN 978-956-12-0778-3
- 1993 Psique, enamorada un dios ISBN 978-956-12-0779-0
- 1993 Odette, hija de la Revolución Francesa ISBN 978-956-12-0780-6
- 1993 Paolo, pintor renacentista ISBN 978-956-12-0781-3
- 1993 Alonso, pasajero de la Mar Océano ISBN 978-956-12-0782-0
- 1993 Li Song, mujer china ISBN 978-956-12-0803-2
- 1994 Ak, pintor de cavernas ISBN 978-956-12-0927-5
- 1994 Ramiro, grumete de la "Esmeralda" ISBN 978-956-12-0928-2
- 1994 Juanita, joven patriota ISBN 	978-956-12-0930-5
- 1994 Makarina, bella de Rapa Nui ISBN 9789561220539
- 1995 Efraín, amigo del niño Jesús ISBN 978-956-12-1121-6
- 1995 Tonko, el alacalufe ISBN 978-956-12-1122-3
- 1995 Judith, guerrera de la fe ISBN 978-956-12-1123-0
- 1995 Samuel, buscador de oro en California ISBN 978-956-12-1124-7
- 1995 Arnaldo, caballero cruzado ISBN 978-956-12-1133-9

Obras publicadas por la editorial Universitaria
- 1993 Voz de trueno ISBN 978-956-11-0877-6
- 1993 La hacedora de claros y otros cuentos ISBN 978-956-11-0893-6
- 1993 Siete cuentos rápidos y cinco no tanto ISBN 978-956-11-0933-9

Obras publicadas por editorial SM Chile
- 2004 Simón y el carro de fuego ISBN 978-956-264-263-7
- 2007 Un mundo de lectura ISBN 978-956-264-484-6 (entre otros autores)
- 2009 Terror bajo tierra ISBN 978-956-264-677-2 (con Ana María Güiraldes)

Obras publicadas por otras editoriales
- 1993 El volantín amarillo ISBN 978-956-249-220-1 (Salo, S. A.)
- 2008 Versos que cuentan ISBN 978-956-8781-00-2 (Galería Cecilia Palma Ltda.)
- 2009 Mi pequeño Chef, día a día ISBN 978-956-8821-05-0 (NESTLÉ Chile S.A.)